# Akaciames
Akaciames (Melaniparus cinerascens) är en afrikansk fågel i familjen mesar inom ordningen tättingar.

## Utseende och läte
Akaciamesen är en stor (14·5–15 cm), gråaktig mes med svartvit huvudmönster och en svart haklapp. Den liknar både miombomesen och kapmesen, men den förra är ljusare grå med mindre näbb och den senare brunare med mer beigefärgad undersida och kortare stjärt. Sången består typiskt av en serie med korta och upprepade musikaliska toner, uppblandat med tjatter, drillar och torra sträva ljud.

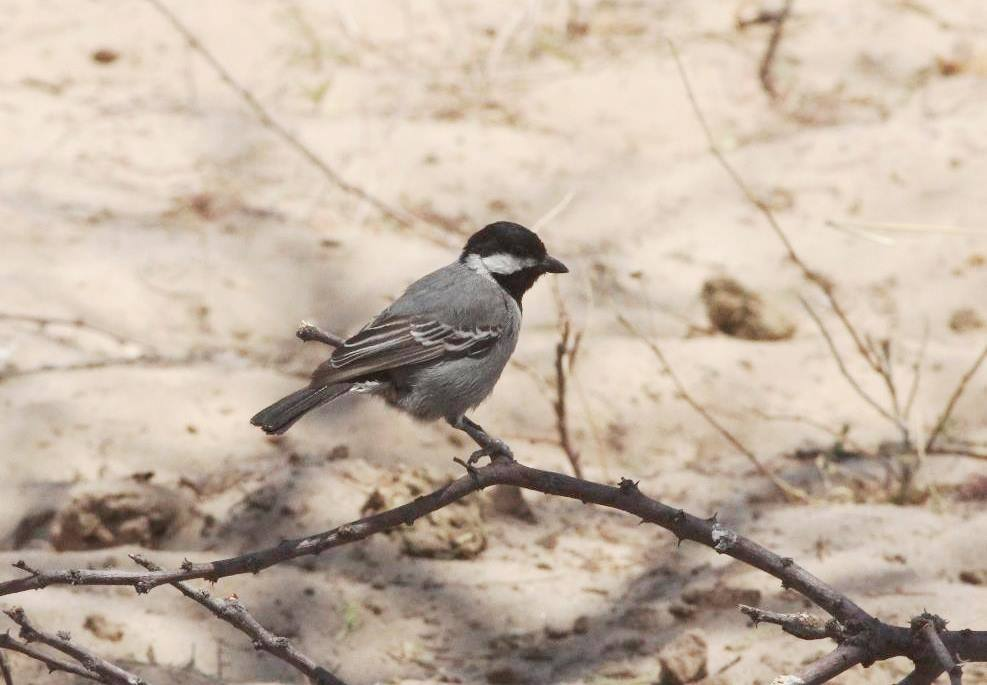

## Utbredning och systematik
Akaciames delas in i två underarter med följande utbredning:
- Melaniparus cinerascens benguelae – förekommer i sydvästra Angola och längst i nordväst i Namibia
- Melaniparus cinerascens cinerascens – från Namibia till Botswana, Zimbabwe och Sydafrika

Vissa urskiljer även underarten orphnus med utbredning i sydöstra Zimbabwe och norra Sydafrika (östra Limpopo söderut till Fristatsprovinsen).

### Släktestillhörighet
Akaciames placerades tidigare liksom övriga mesar i Afrika i släktet Parus, men har lyfts ut till det egna släktet Melaniparus efter genetiska studier från 2013 som visade att de utgör en distinkt utvecklingslinje.

## Levnadssätt
Fågeln hittas i arid savann med akacior, framför allt Acacia erioloba, men även i flodnära skogslandskap. Den ses i par och smågrupper, ibland i artblandade flockar, på jakt efter insekter. Arten häckar september–april, möjligen kooperativt.

## Status och hot
Arten har ett stort utbredningsområde och en stor population med stabil utveckling och tros inte vara utsatt för något substantiellt hot. Utifrån dessa kriterier kategoriserar internationella naturvårdsunionen IUCN arten som livskraftig (LC). Världspopulationen har inte uppskattats men den beskrivs som ganska vanlig till vanlig.